# Quick Triggers (film 1918)
Quick Triggers è un cortometraggio muto del 1918 diretto da George Marshall che firma anche il soggetto e la sceneggiatura del film. Prodotto e distribuito dalla Universal Film Manufacturing Company, aveva come interpreti Neal Hart, Eileen Sedgwick, Richard La Reno.

## Produzione
Il film fu prodotto dalla Universal Film Manufacturing Company.

## Distribuzione
Distribuito dalla Universal Film Manufacturing Company, il film - un cortometraggio in due bobine - uscì nelle sale statunitensi il 22 giugno 1918.